# Festival do Pirarucu
O Festival do Pirarucu é o maior festival cultural do Município de Cutias, no leste do Estado do Amapá. O evento acontece todos os anos, desde 1997, no mês de agosto, e atrai pessoas de toda a região, sendo considerado um dos maiores eventos do Amapá. 
O festival, que reúne cultura e música, ganhou esse nome em homenagem ao pirarucu, peixe frequentemente encontrado no Rio Araguari, que passa pela cidade.
Com três dias de duração e programação diversa, o festival é um dos principais eventos culturais do Amapá e tem grande importância econômica para o município de Cutias.
Um dos pontos altos do evento é a escolha da Miss Pirarucu.
Não houve edições nos anos de 2015 e 2016. Com ajuda do Governo do Estado do Amapá, o evento voltou a ser realizado em 2017, ano em que contou com mais de 20 mil pessoas. Em  2020 e 2021, o festival também não foi realizado, devido à pandemia da COVID-19. Contudo, foi restabelecido na sua 19ª edição, no ano de 2022. 